# Alphaherpesvirinae
Alphaherpesvirinae  је подфамилија вируса из породице Herpesviridae, која се првенствено одликује бржом репродукцијом од других подфамилија у Herpesviridae. У животињској вирологији најважнији херпесвируси припадају подфамилији Alphaherpesvirinae. Вирус псеудорабијеса је узрочник болести код свиња, а говеђи херпесвирус 1 је узрочник инфективног ринотрахеитиса говеда и пустуларног вулвовагинитиса.
Сисари овом вирусу служе као природни домаћини. Тренутно постоји 45 врста у овој потфамилији, подељених на 5 родова, са једном врстом која није додељена роду. 
Болести повезане са овом подпородицом укључују: ХХВ-1 и ХХВ-2: кожни везикуларни или улцерозни облик на слузокожи, ретко енцефалитис и менингитис, док болести повезане са ХХВ-3 укључују: водене богиње (варичеле), зостер, ГаХВ-2: Марекову болест.

## Вирион
Вирион је завијен, сферан до плеоморфан, пречника 150-200 нм, Т=16 икосаедралне симетрије. Капсид се састоји од 162 капсомера и окружен је аморфним тегументом. Комплекси гликопротеина су уграђени у липидни омотач.

## Геном
Геном је монопартитни, линеарни, дсДНК геном од 120-180 кб. Геном садржи терминалне и унутрашње поновљене секвенце.
| Геном          | Структура         | Симетрија | Капсид  | Геномска форма | Геномска сегментација |
| -------------- | ----------------- | --------- | ------- | -------------- | --------------------- |
| Iltovirus      | Сферни плеоморфни | T=16      | Омотана | Линеарна       | Монопартитна          |
| Mardivirus     | Сферни плеоморфни | T=16      | Омотана | Линеарна       | Монопартитна          |
| Simplexvirus   | Сферни плеоморфни | T=16      | Омотана | Линеарна       | Монопартитна          |
| Scutavirus     | Сферни плеоморфни | T=16      | Омотана | Линеарна       | Монопартитна          |
| Varicellovirus | Сферни плеоморфни | T=16      | Омотана | Линеарна       | Монопартитна          |

## Експресија гена
Сваки вирусни транскрипт обично кодира један протеин и има промотер/регулаторну секвенцу, ТАТА кутију, место иницијације транскрипције, 5' водећу секвенцу од 30-300 бп  3' непреведену секвенцу од 10-30 бп , и поли А сигнал. Постоји много преклапања гена и само неколико спојених гена. Неки од изражених ОРФ-а су супротни једни другима. Неким ОРФ-овима се може приступити са више од једног промотера. Постоје неки гени који не кодирају.
Постоје три типа гена: непосредно рани, рани   и касни.
Гени се транскрибују одмах након инфекције и обезбеђују транскрипцију  гена, који кодирају протеине неопходне за репликацију вируса. Гени углавном кодирају структурне протеине. Раздвојени су гени који се експримирају током латенције.
Вирусни протеини ВХС и ИЦП27 су укључени у искључење транслације протеина домаћина како би се осигурала селективна експресија вирусних протеина у односу на ћелијске протеине.

## Животни циклус
Репликација вируса је нуклеарна и лизогена. Улазак у ћелију домаћина се постиже везивањем гБ, гЦ, гД и гХ протеина вируса за рецепторе домаћина, што посредује у ендоцитози. Репликација прати модел двосмерне репликације дсДНК. Транскрипција са ДНК шаблоном, са неким алтернативним механизмом спајања је метод транскрипције. Превођење се одвија скенирањем који не пропушта. Вирус излази из ћелије домаћина нуклеарним изласком, пупањем и микротубуларним  вирусним транспортом напоље.
Сисари служе као природни домаћини. Путеви преноса су сексуални, контактни, телесне течности, лезије и респираторни.
| Геном          | Детаљи о домаћину        | Тропизам ткива     | Начин уласка                   | Начин изласка | Место репликације | Монтажна локација | Преношење               |
| -------------- | ------------------------ | ------------------ | ------------------------------ | ------------- | ----------------- | ----------------- | ----------------------- |
| Iltovirus      | Птице: кокоши: папагаји  | Нема               | Ендоцитоза ћелијских рецептора | Пупљење       | Једро             | Једро             | Орално-фекално; аеросол |
| Mardivirus     | Пилићи; ћурке; препелица | Нема               | Ендоцитоза ћелијских рецептора | Пупљење       | Једро             | Једро             | Аеросол                 |
| Simplexvirus   | Људи; сисари             | Епителна слузокожа | Ендоцитоза ћелијских рецептора | Пупљење       | Једро             | Једро             | Пљувачка                |
| Scutavirus     | Морске корњаче           | Ниједна            | Ендоцитоза ћелијских рецептора | Пупљење       | Једро             | Једро             | Аеросол                 |
| Varicellovirus | Сисари                   | Епителна слузокожа | Гликопротеини                  | Пупњење       | Једро             | Једро             | Аеросол                 |